# José Mari Chan
José Mari Chan y Lim (nacido el 11 de marzo de 1945 en Iloílo) es un cantante, compositor y empresario filipino, y uno de los intérpretes más conocidos en el país por su gran trayectoria artística.

## Carrera
Su pasión por la música, empezó gracias al escuchar a su abuela materna cantar, quien era natural de Cebú y su madre que se dedicaba a tocar el piano. Durante la década de los 60, trabajó como presentador de televisión en un programan llamado 9 Teeners transmitido por ABS-CBN 3 (actualmente ABS-CBN 2), a finales de los '60 lanza su primer primer sencillo "Afterglow". En la década de los '70, representó a su país Filipinas en el Festival Mundial de la Canción celebrado en Tokio, Japón, con la canción  "Can We Just Stop and Talk a While?"  que le permitió ser finalista. Después de esta competencia, empezó a escribir y componer más de 20 canciones de su propia autoría para películas, que le valió diferentes reconocimientos y nominaciones en los Premios de la Academia Filipina de Artes y Ciencias Cinematográficas (Premios FAMAS). A mediado de los 70, se trasladó a los Estados Unidos donde residió y dirigió un sucursal de su empresa mercantil durante 11 años, luego regresó a su país Filipinas para dedicarse de nuevo a la música, donde lanza nuevos álbumes durante las décadas de los años 80 y parte de los 90.

## Otras actividades
Chan actualmente es presidente y director de una empresa mercantil de azúcar llamada Binalbagan Isabela Sugar Company, Inc. (BISCOM) and A. Chan Sugar Corporation.

## Vida personal
Su padre era un inmigrante chino originario de Fujian, que llegó a Filipinas cuando tenía unos 13 años, fungiendo en una empresa mercantil de azúcar en la ciudad negrense de Bacólod. Su madre era la única hija de una familia filipina de ascendencia china.

## Discografía
- Deep in My Heart (1969)
- Can We Just Stop and Talk a While? (1973)
- Afterthoughts (1974)
- Here and Now (1975)
- A Golden Collection (1985)
- Constant Change (1989)
- Christmas in Our Hearts (1990)
- Thank You, Love (1994)
- Strictly Commercial: The Jingles Collection (1997)
- Souvenirs (1998)
- A Heart's Journey (2001)
- Love Letters And Other Souvenirs (2007)
- The Manhattan Connection (2011)
- Going Home to Christmas (2012)
- Christmas in Our Hearts: 25th Anniversary Edition (2015)